# Río Bhadra
El río Bhadra (en canarés: ಭದ್ರಾ ನದಿ) es un corto río que discurre por el sur de la India, en el estado de Karnataka, una de las dos fuentes del río Tungabhadra, a su vez uno de los principales afluentes del río Krishna, que acaba desaguando en el golfo de Bengala.
El río Bhadra proviene de las Ghats Occidentales, y fluye hacia el este a través de la meseta de Decán, unido por sus tributarios el Somavahini, el Thadabehalla, y el Odirayanahalla. 
El río fluye por la Reserva Natural de Bhadra. Una presa fue construida a través del río cerca de Lakkavalli. El Bhadra encuentra al río Tunga en Koodli, una pequeña ciudad cerca de Shimoga para dar lugar al nacimiento del Tungabhadra, un tributario principal del río Krishna, que vacíará sus aguas en el golfo de Bengala.
- Datos: Q472896
- Multimedia: Bhadra River / Q472896